# Войнович, Иван Васильевич
Граф Ива́н Васи́льевич Войно́вич (17??, Херцег-Нови — 1791, Триест) — русский дипломат из рода Войновичей, происходящего из Боки Которской (ныне Черногория). Контр-адмирал, георгиевский кавалер (13 ноября 1771).

## Биография
Точная дата рождения неизвестна. Сын российского дипломата Василия (Василя) Войновича, Иван пользовался особой доверенностью графа Алексея Орлова.
В 1769 году в команде князя Ю. В. Долгорукова участвовал в поимке  самозваного «императора Петра III» — Стефана Малого в Черногории.      
В 1770 году на своем фрегате "Св.Николай" участвовал в Чесменском сражении, за что получил Георгиевский крест. Косвенно Иван участвовал и в поимке самозваной «княжны Таракановой»: по приказу графа Орлова ездил на фрегате «Святой Николай» в Парос для проверки очередной самозванки. 2 ноября 1771 года при штурме крепости Митилена на острове Лесбос Иван Войнович во главе отряда албанцев и славян первым среди атаковавших ворвался в турецкое адмиралтейство и водрузил на нём российский флаг. 5 июля 1772 года высадившийся с фрегата «Св. Николай» десант под командой секунд-майора Ивана Войновича овладел крепостью Кастель-Россо на острове Кастелоризон между Родосом и Кипром: захвачен начальник крепости и семнадцать его подчиненных. В том же году участвовал в Патрасском сражении.
В 1773 году вместе с эскадрой Кожухова участвовал в блокаде и взятии Бейрута. Иван замещал командующего русским флотом адмирала Г. А. Спиридова в Архипелаге во время отъезда того в Ливорно. 
В 1779—1788 годах Иван Войнович — генеральный консул Российской империи в греческом Архипелаге, на Ионических островах, в Триесте и Далмации.

## Память
На острове Миконос, в районе «Маленькая Венеция» города Миконос есть улица Джованни Войновича: на ней расположены здание бывшего российского консульства (ныне мэрия) и церковь, построенные Иваном.